# Železniční trať Velká Kraš – Vidnava – Nysa
Železniční trať Velká Kraš – Vidnava – Nysa (existující úsek byl v jízdním řádu pro cestující dříve označen číslem 296) je jednokolejná regionální trať. Provoz v úseku Velká Kraš – Vidnava byl zahájen v roce 1897. Pokračování trati v úseku Vidnava – Nysa bylo dáno do provozu 8. května 1912. V důsledku uspořádání Evropy po 2. světové válce byla 8. května 1945 zastavena veškerá přeshraniční doprava a v roce 1974 byl hraniční úsek zrušen. Od 11. prosince 2010 je na této trati zastavena pravidelná osobní doprava.
V roce 2020 zlínská firma Basic Capital projevila zájem o obnovu těžby kaolinu v oblasti. Pokud by k ní došlo, trať by chtěla využívat k nákladní dopravě. Vybudovala by pak také vlečku do bývalé šamotárny ve Vidnavě, kde by vytěženou surovinu upravovala.

## Navazující tratě

### Velká Kraš
- Trať 295 Lipová Lázně – Velká Kraš – Javorník ve Slezsku

## Stanice a zastávky

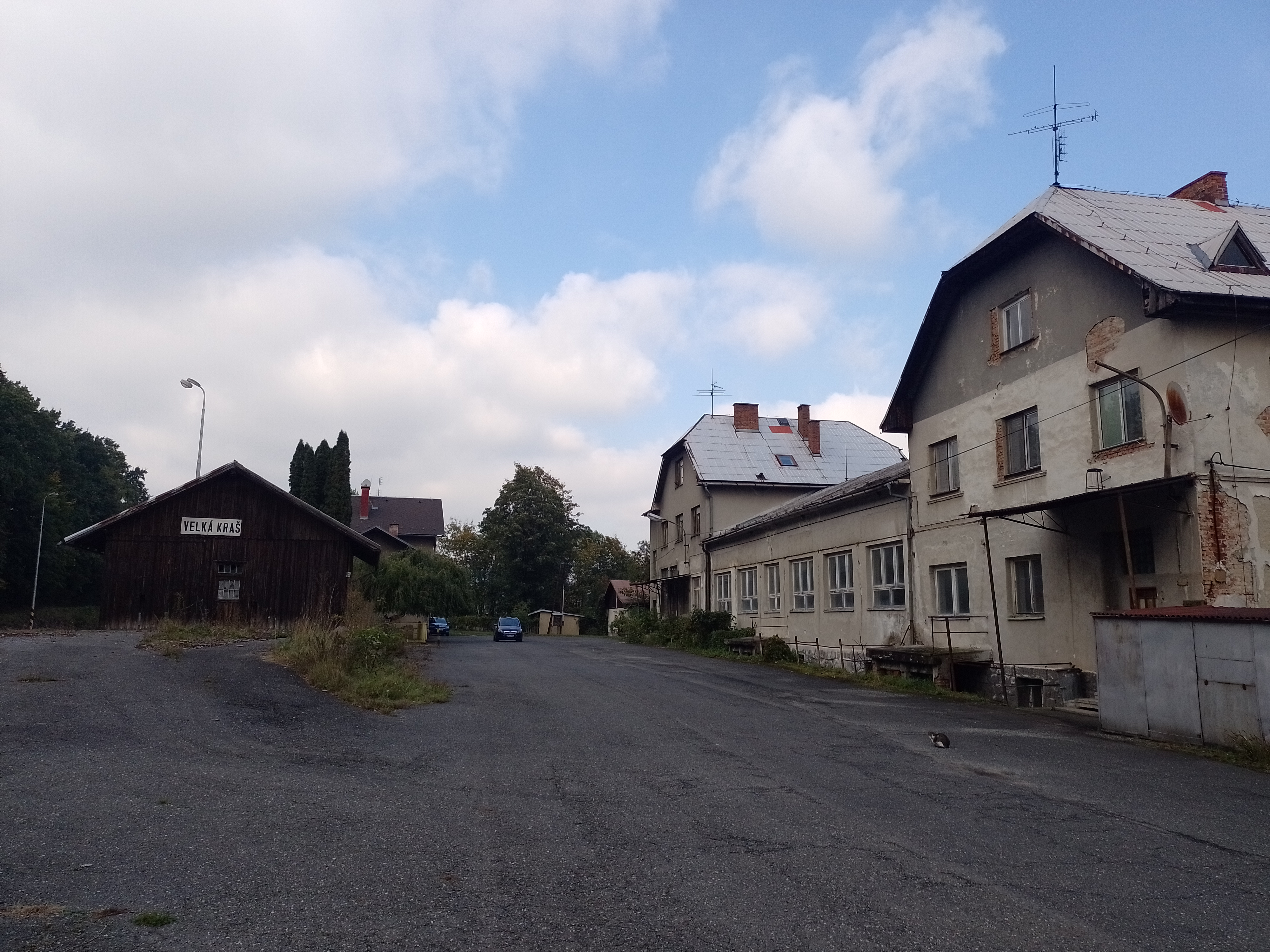
Velká Kraš
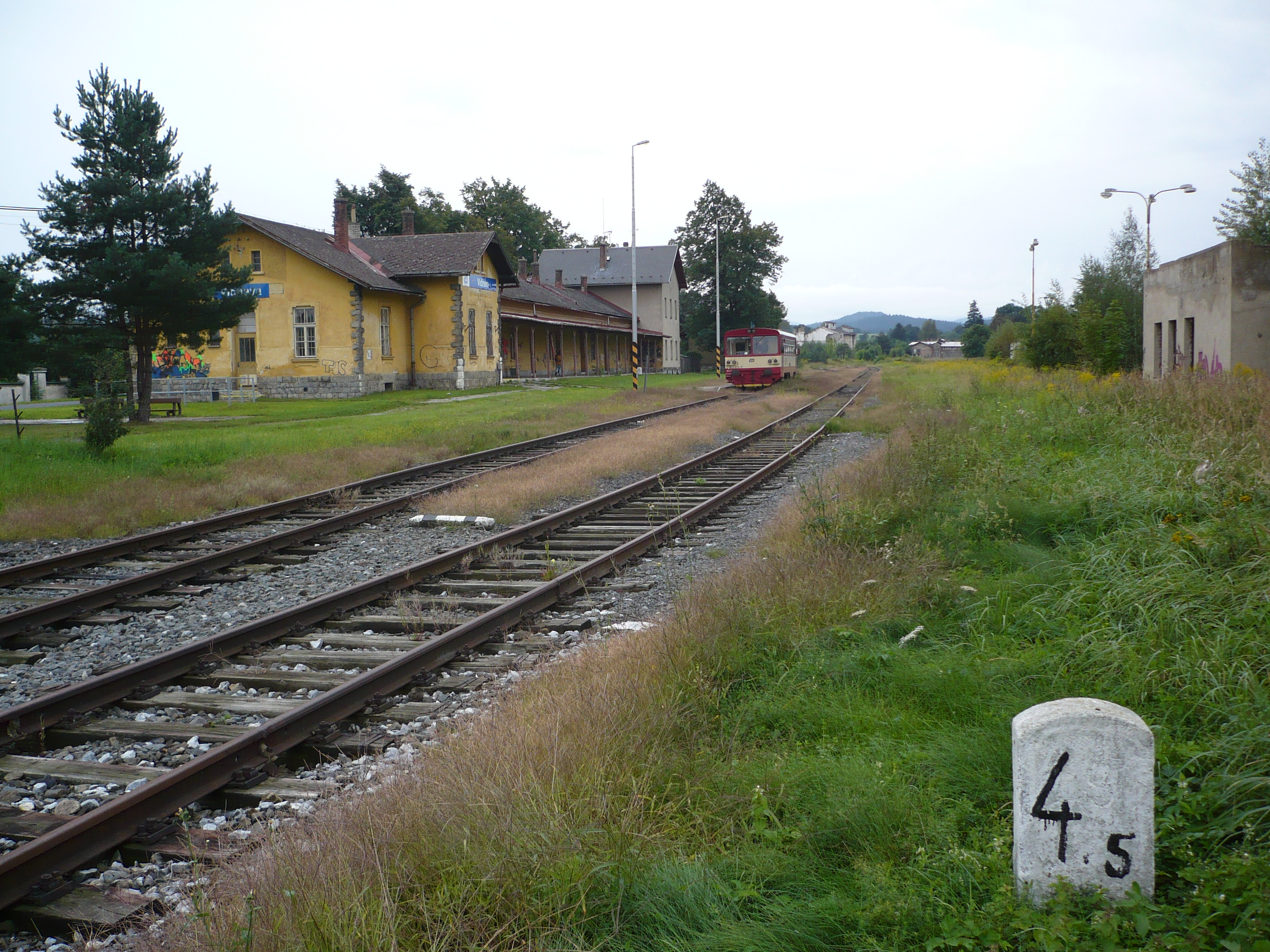
Vidnava
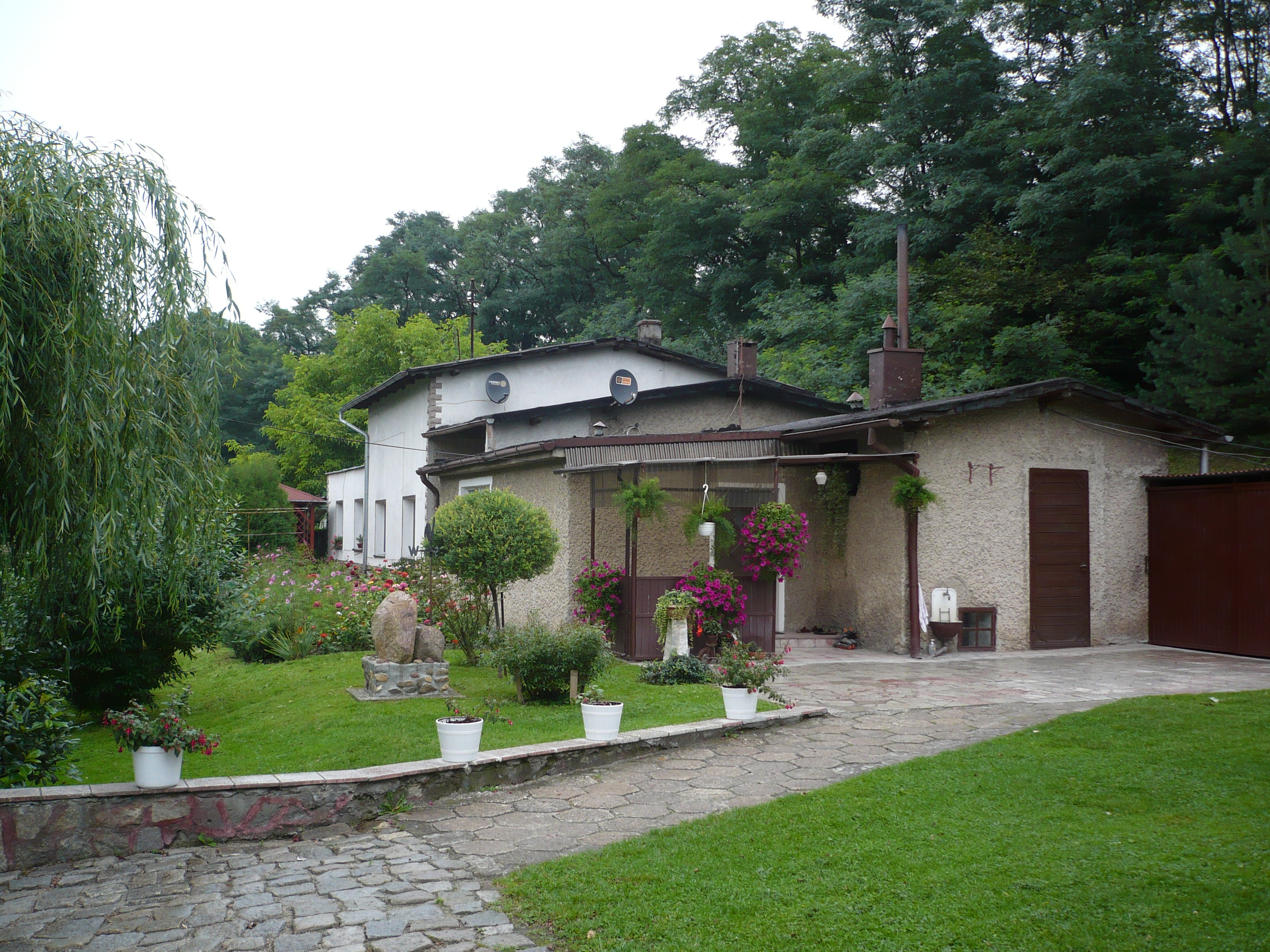
Kałków Łąka (zruš.)
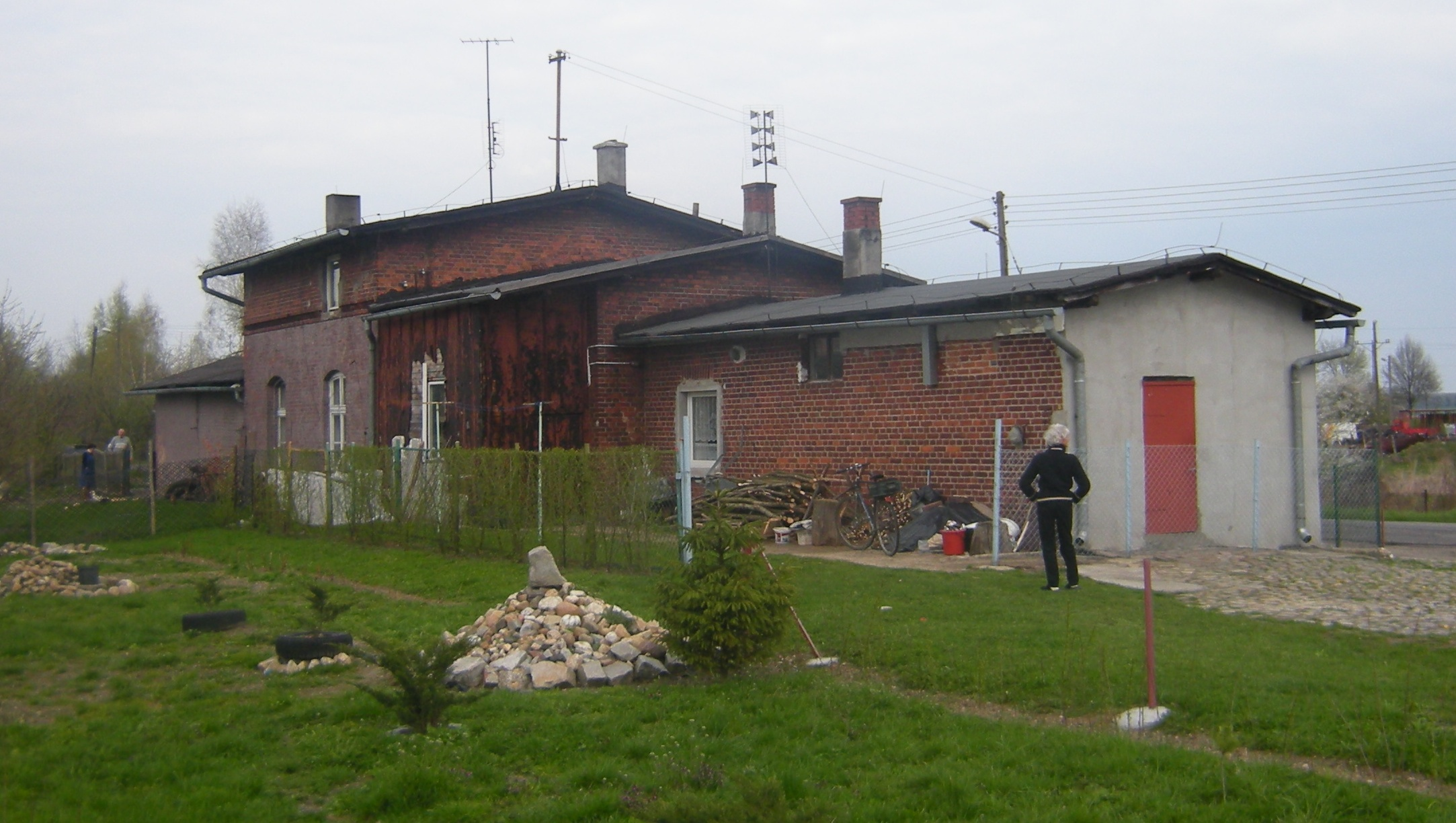
Biała Nyska (zruš.)
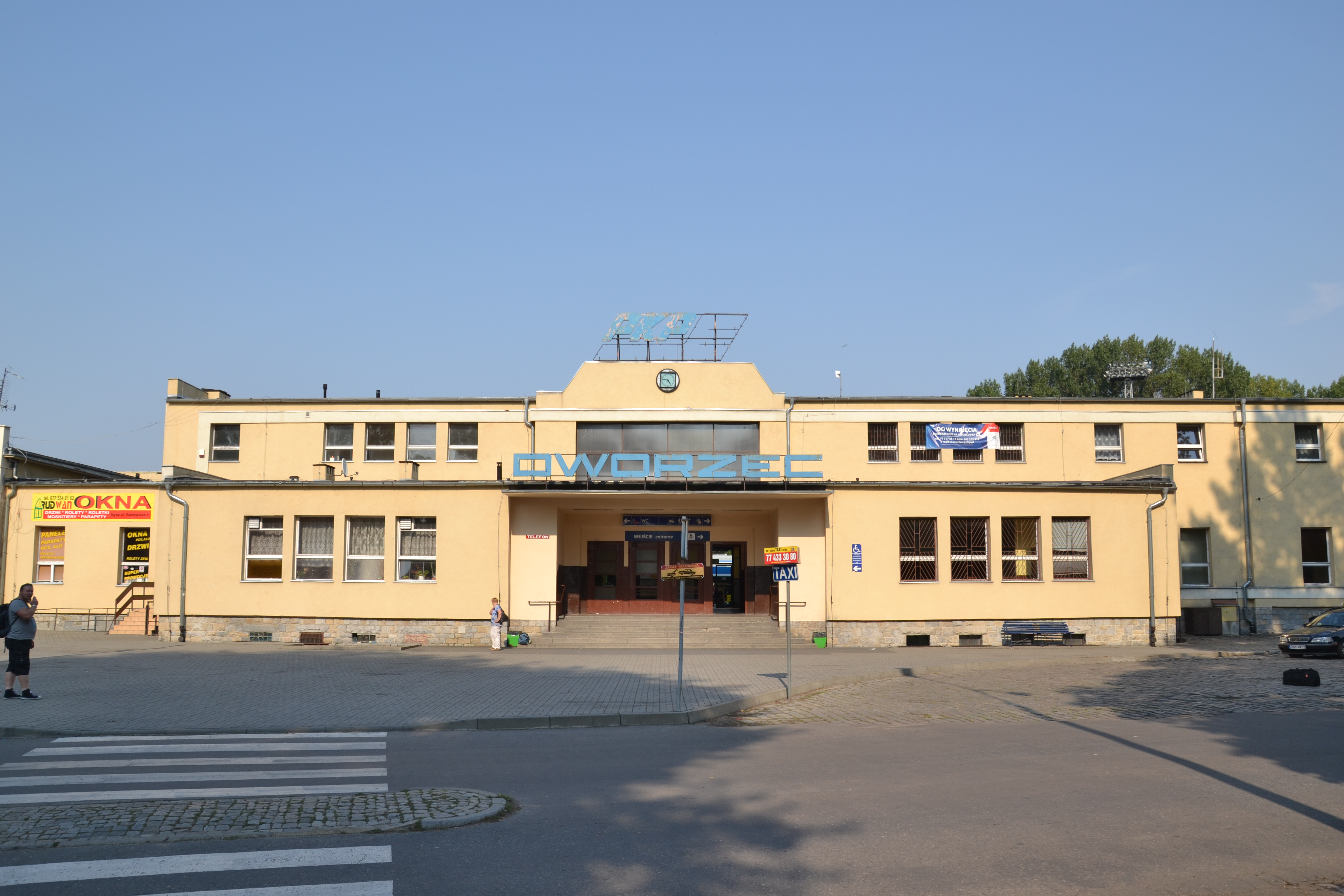
Nysa